# Ilex viridis
Ilex viridis är en järneksväxtart som beskrevs av John George Champion och George Bentham. Ilex viridis ingår i släktet järnekar, och familjen järneksväxter. Inga underarter finns listade i Catalogue of Life.